# İrem Yaman
İrem Yaman (4 de agosto de 1995) es una deportista turca que compite en taekwondo. Ganó dos medallas en el Campeonato Mundial de Taekwondo en los años 2015 y 2019, y tres medallas en el Campeonato Europeo de Taekwondo entre los años 2016 y 2021.

## Palmarés internacional
| Campeonato Mundial | Campeonato Mundial       | Campeonato Mundial | Campeonato Mundial |
| Año                | Lugar                    | Medalla            | Categoría          |
| ------------------ | ------------------------ | ------------------ | ------------------ |
| 2015               | Cheliábinsk (Rusia)      | Medalla de oro     | –62 kg             |
| 2019               | Mánchester (Reino Unido) | Medalla de oro     | –62 kg             |
| Campeonato Europeo |                          |                    |                    |
| Año                | Lugar                    | Medalla            | Categoría          |
| 2016               | Montreux (Suiza)         | Medalla de oro     | –62 kg             |
| 2018               | Kazán (Rusia)            | Medalla de oro     | –62 kg             |
| 2021               | Sofía (Bulgaria)         | Medalla de bronce  | –62 kg             |